# أوراق مبارزة الوحوش
أوراق مبارزة الوحوش هي الأوراق التي يتم بها لعب مبارزة الوحوش، وتنقسم هذة الأوراق ثلاثة أقسام رئيسية: أوراق السحر وأوراق الفخ وأوراق الوحوش، لكل منها أماكن محددة في ساحة لعب المبارزة. على كل مبارز أن يكون مجموعة أوراق مبارزة من 40 ورقة على الأقل و80 ورقة كحد أقصى لكي يتمكن من المبارزة. نبدأ كل مبارزة بسحب كلا اللاعبين لخمسة أوراق من المجموعة، ومع بداية كل دور - في مرحلة السحب - يسحب اللاعب ورقة من المجموعة، وعلى كل لاعب ألا يحمل في يده أكثر من 6 أوراق؛ وإذا أنهى دوره وفي يده أكثر من 6 أوراق فعليه رمي أوراق من يده حتى يصل العدد إلى 6 قبل نهاية مرحلة النهاية.